# セミヤドリガ
セミヤドリガ（蝉寄生蛾）Epipomponia nawai（Dyar, 1904）は、チョウ目・セミヤドリガ科に分類されるガの一種。名のとおり幼虫がセミに外部寄生する特異なガである。セミヤドリガ科のガは世界から40種程度が知られているが、そのほとんどはウンカ科やハゴロモ科などに寄生しており、本種のようにセミに寄生する例は世界的にも珍しい。

## 発見と記載
1898年（明治31年）、民間の昆虫研究家、名和靖（なわ やすし）は岐阜県養老山でヒグラシに付いた奇妙な幼虫を発見し、養子の名和梅吉がこれを飼育したところ、繭から黒っぽい地味な蛾を羽化させることができた。この蛾はすでに1892年（明治25年）に岐阜県金華山で採集していたが、無論それがセミに寄生する種類であることは飼育で初めて判明したのであった。そして1903年（明治36年）、名和昆虫研究所発行の雑誌『昆虫世界』に「セミノヤドリガ」という名前で、彩色図版とともに掲載した。この報告を見た米国の H.G.Dyar という学者から標本希望があったため送ったところ、Dyar は1904年に Epipyrops nawai の名で新種として記載した。この当時米国留学中だった梅吉も、この珍蛾を新種として発表する準備をしていたというが、Dyar の論文の方が早かったため機を失った。また上記のように、梅吉は和名をセミノヤドリガと名づけたが、現在は松村松年（1905）の『日本昆虫總目録（蝶蛾之部）』に始まるセミヤドリガという和名が使われている。
属名は epi＋Pomponia で、「epi-」はギリシャ語で上・外・表面などの意だが、この場合は外部寄生epiparasiteであることを示しており、「Pomponia」は当時ヒグラシが分類されていたタイワンヒグラシ属の学名である。種名の nawai は、本種の最初の発見者である名和靖を記念して献名された。

## 特徴

### 分布
本州（ほぼ栃木県から新潟県を結ぶ線より西）、四国、九州（南部を除く）、韓国、台湾。平地から低山地にかけて多く分布し、1000mを超えるような標高の高い場所には見られない。日中でもやや暗いような、年を経たスギ・ヒノキの植林内で幼虫がヒグラシに寄生しているのが多く見られ、成虫も同様の環境を飛び回りながら産卵するものと考えられている。

### 卵
ナスの上の方を切り落とした下半分のような形で、長さ0.5mm、直径0.3mmほどの小さな淡黄色の卵である。"切り落とし"の部分の周囲には白っぽく目立つビーズのような縁飾りが環状に並んでおり、孵化の際はこの部分から蓋が開くようになっている。1個体の雌の産卵数は10数個から1000個まで幅があり、平均で300個程度とされる。卵数に大きな差が生ずるのは、寄生生活での栄養状態の差に起因すると推定される。卵は1個ずつ、あちこちの樹皮下などにバラバラに産み付けられる。時を経た卵は、近くに来たセミの翅の振動などを感じて孵化し、取り付いて寄生生活に入ると言われる。

### 幼虫

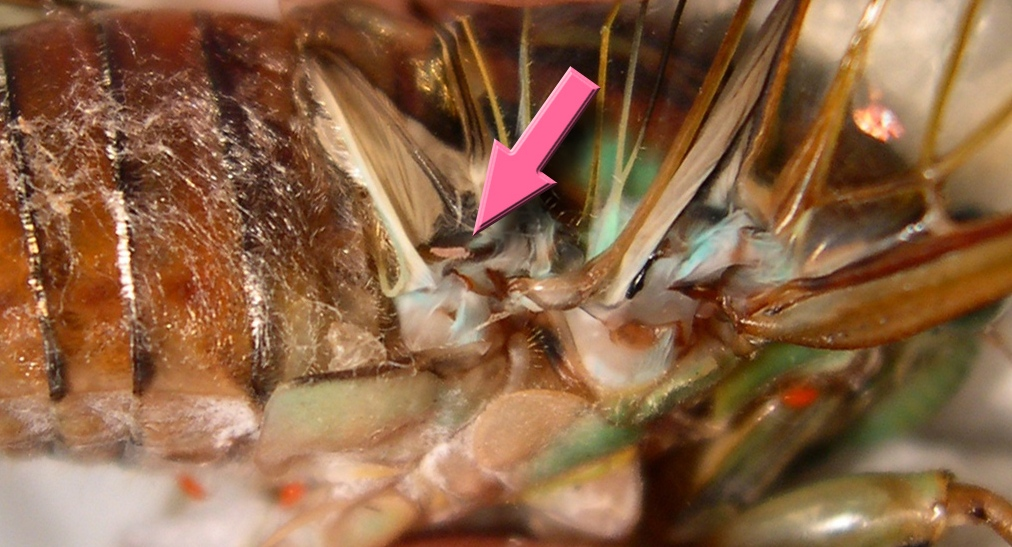
1齢幼虫（矢印）。

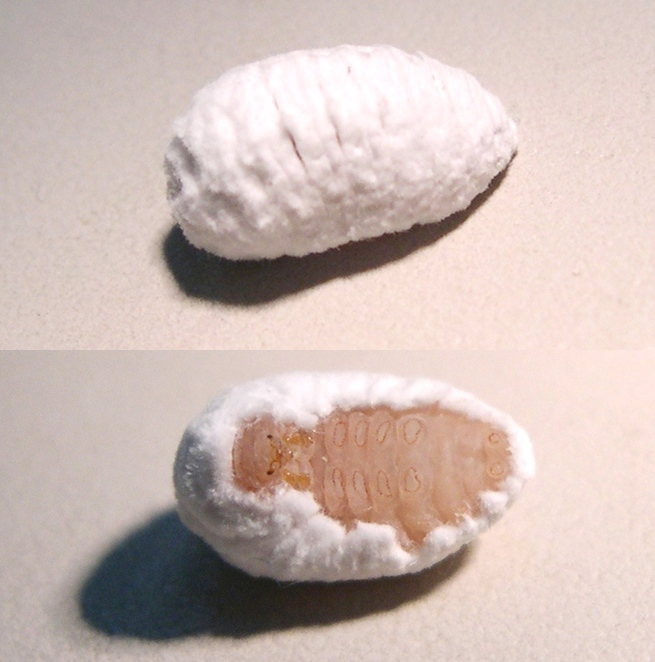
5齢幼虫（体長約8mm）。

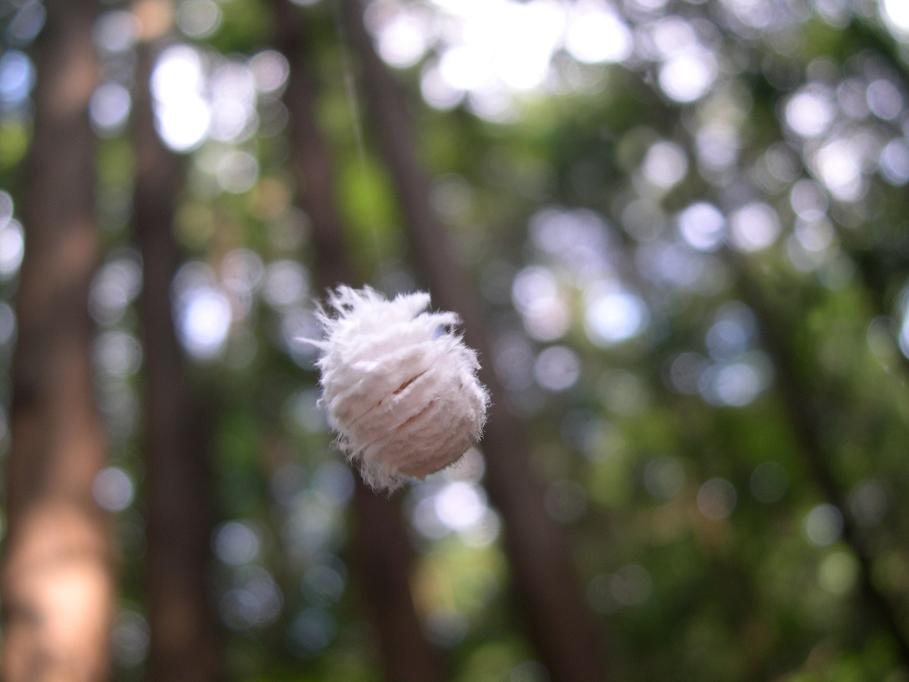
蛹化のために高所から糸を使って降りてきた5齢幼虫。

幼虫は5齢まであり、スマートな1齢幼虫に対し、それ以降の幼虫は太っている。口には咀嚼型の大腮と絹糸を吐くための吐糸管がやや後方に向かって針状に出ているが、セミの体液を吸うための特別な構造は確認されておらず、どのようにして吸っているかの詳細はよくわかっていない。眼は6個の単眼が環状に集まって並んでいる。3対の胸脚、4対の腹脚、1対の尾脚を持つが、腹脚と尾脚には微小な鉤爪がやや横長の歪んだリング状に並んでいる。一つ一つの鉤爪はリングの外側に向かってフック状に曲がっており、脚全体を強く押し当てればセミの体表に網状に張られた足場糸によく引っかかり、脚を縮めて持ち上げれば自然にそこから抜けるような構造とみることが出来る。脱皮の時は、外皮が腹側で縦に裂け、新しい脚ですぐに足場糸を掴めるようになっている。
孵化した1齢幼虫は細長い体形で、全長0.7mm、幅0.1mm前後で伸び縮みする。胸脚と腹脚は2齢以降の幼虫に比べ発達が良く、動き回るのに適している。小さいこともあり、普通はセミの胸や腹部の節の隙間などに入り込んで体液を吸っている。
2齢 - 4齢幼虫は腹面が平たく、背面が膨らんだ太った芋虫状で、脚の数は1齢と変わらないもののずっと短くなり、最初のうちは淡黄色だが、徐々に赤みを増して全体が薄い赤褐色になる。体が大きくなるため、1齢幼虫のように隙間に隠れていることはなく、セミの腹部背面に張り拡げた足場糸に掴まって体節の間の膜付近から体液を吸っているとされる。
5齢幼虫になると、純白の蝋状物質でできた綿毛で背面が被われるようになり、腹脚の爪は更に横長楕円に並ぶようになる。白色の綿毛は非常に目立ち、寄生されたセミは遠目からも分かるようになる。セミの成虫自体の寿命がさほど長くないので、寄生者であるセミヤドリガの幼虫期間も自ずと制限される。約2週間あまりで1齢から5齢に育つとされ、この短期間に一生分の栄養を摂り、実質的な成長を成し遂げる。

### 繭・蛹

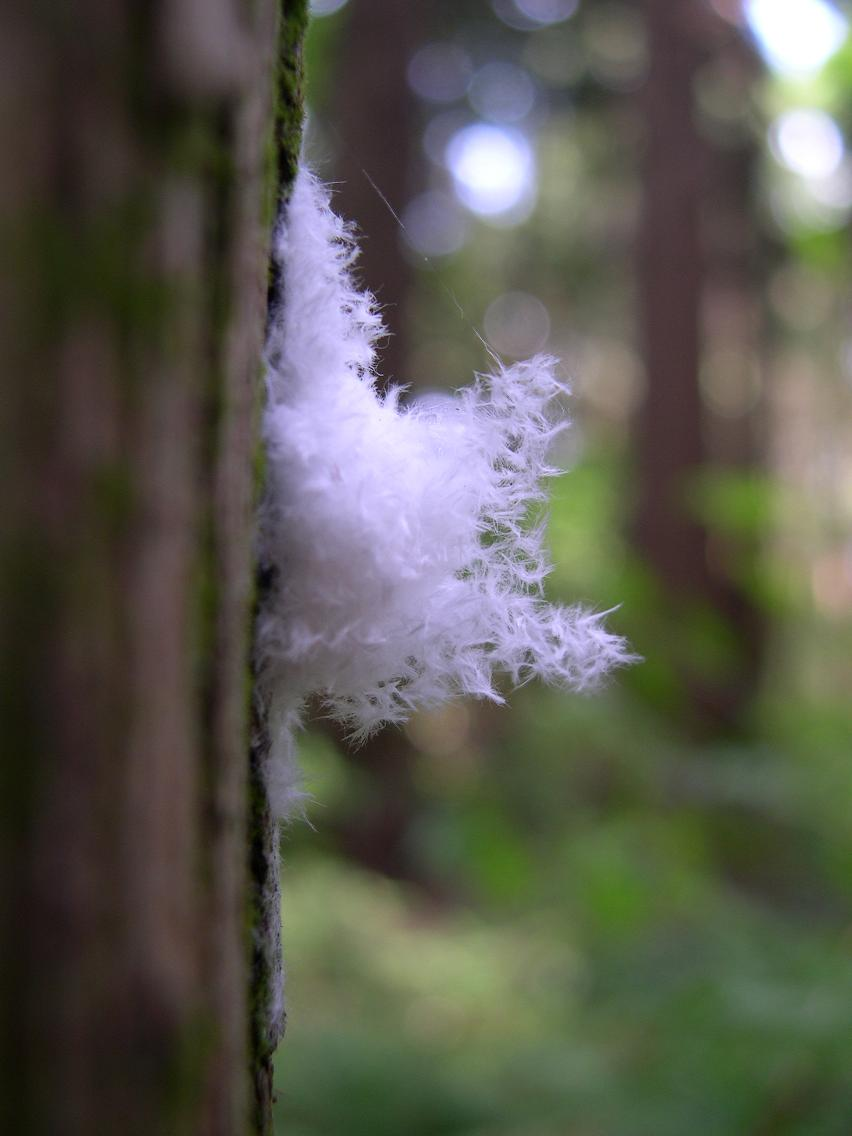
綿菓子のような新鮮な繭（スギの幹）。

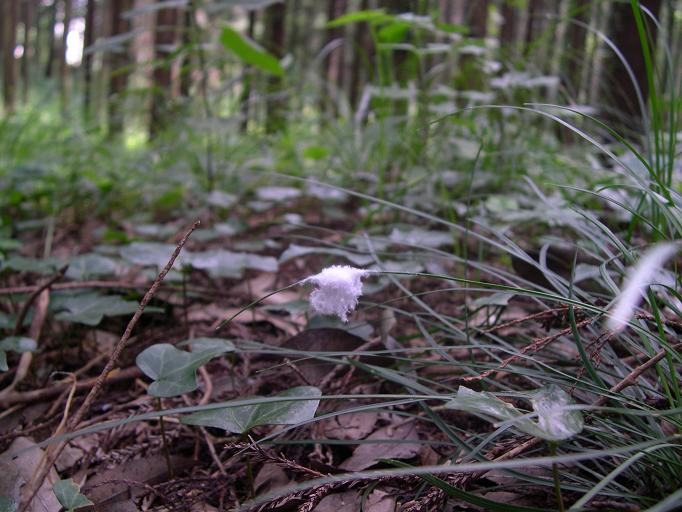
下草につくられた繭。

5齢幼虫は機を窺ってセミの腹部から糸を吐きながら脱落し、宙を揺れるにまかせて繭作りのための場所を探す。枝葉などに垂れ糸が偶然引っかかったり、自分の体が樹幹や何かに触れたりすると、糸を手繰ったり切ったりしながらそれに取り付く。しばらくはその周辺をうろうろするが、やがて木や草葉の表面に最適な位置を定めて繭作りに入る。脱落の契機は必ずしも明らかではないが、人が掴んでセミが暴れたりすると即座に脱落することが多いことから、寄主が鳥などに捕食されそうになった場合などが脱落契機の一つになると考えられる。
最初は体表の綿毛を束で抜き取って体の周囲に置いて行き、頭を8の字を描くように振りながら糸を吐き交えていき、体全体を覆う楕円ドーム型に仕上げる。その大きさは、長さ7 - 9mm、幅4 - 7mm、高さ3 - 5mm程度であるが、綿毛のために繭の形はよく見えないことが多い。内部の絹糸の内張りは非常に丈夫で、人の手でも簡単に破けるようなものではないが、前方にはガマグチ状に開き易くなった部分があり、羽化の際はここから脱出する。出来たばかりの繭は純白で派手な綿毛で被われるため、暗い林内では非常に目立ち、わざわざ捕食者に見つかり易くしているようで不思議だが、一旦雨に濡れたものは鳥の糞によく似た外観となる。
繭造りの場所はスギの樹幹などの垂直の場所から、下草の表面、裏面、枯れ木の枝まで様々で、時には地面に直接作られたものもある。樹幹に作る場合は頭を上方に向けて作るのが普通だが、葉の表面などではあまり方向性はなく、同一の葉で複数の繭が逆向きに作られたりもする。蛹は1週間程度で羽化する。羽化の際、普通は蛹の殻が繭の口から半分ほどせり出すので、羽化した繭かどうかが分かる。

### 成虫

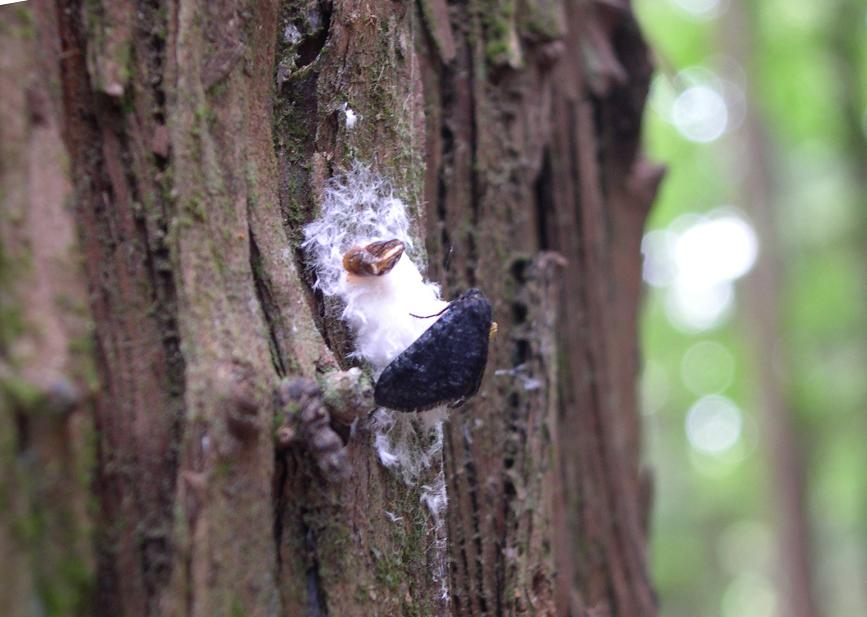
飛び立つ前の成虫。茶色く見えるのはせり出した蛹の殻。

成虫は開翅長20mm、体長7 - 8mmほどの小型の蛾である。翅はやや丸みを帯びた暗黒色で、光の方向によって暗青色に反射する胡麻斑があるが、鱗粉は落ち易い。口器は退化的で、口吻や小腮鬚を欠き、下唇鬚も微小であることなど、他のセミヤドリガ科の蛾と共通した特徴を持つ。これは成虫が餌を摂らないことを意味し、幼虫の期間に得た栄養のみで次世代を残しながら、おそらくは数日間で一生を終える。単眼がないこと、触角はあまり長くなく櫛歯状になること、肢が細くて距（きょ：けづめ様の付属突起）がないことなども科全体の特徴である。
羽化は未明から午前中に行われることが多いようで、昼頃に羽化したての成虫が見られることもある。羽化した成虫は繭の上やすぐそばにとまって羽が伸びきるのを待ち、翅が固まるとかなり勢いよく飛びたっていく。本種は処女生殖をすると考えられ、確認される成虫はほとんど全てが雌で、羽化した雌の成虫は交尾をせず産卵し、その卵からは翌年幼虫が孵化する。ただし極く少数ながら雄の記録もある。

### 生活環
- 7月下旬～8月上旬頃からセミに寄生した幼虫が見られるようになる。これは地域や天候によっても異なるが、主な寄主であるヒグラシの初出から凡そ10日から20日くらいの後である。幼虫は9月中旬頃まで続いて見られ、同一の寄主に色々な成長段階の幼虫が寄生していることも多い。
- 8月中旬頃に最初の繭が見られるようになり、10月頃まで続く。
- 8月下旬頃になると最初の繭から新成虫が羽化し産卵し始める。以後10月が終わるまでにはその年のセミヤドリガは全て成虫になり、産卵を終える。
- 10月が終わるとセミヤドリガの幼虫も成虫も見られなくなり、卵は翌年のセミの成虫の出現を待って冬と春を過ごす。

### 天敵
具体的な記録はほとんど存在しないが、鳥などによって寄主のセミごと捕食されている可能性がある。主たる寄主のヒグラシの雌は、セミヤドリガが多く生息するような暗い林内では比較的目立たない存在だが、幼虫の白い綿毛は非常に目立つため、寄生されたセミはより襲撃を受け易くなる可能性がある。また、本来の前方の口ではなく背面に別の脱出口が開いた空の繭があるが、これは他の昆虫同様に寄生蜂や寄生蝿に寄生された例である。

## セミとの関係

### 寄主の種類

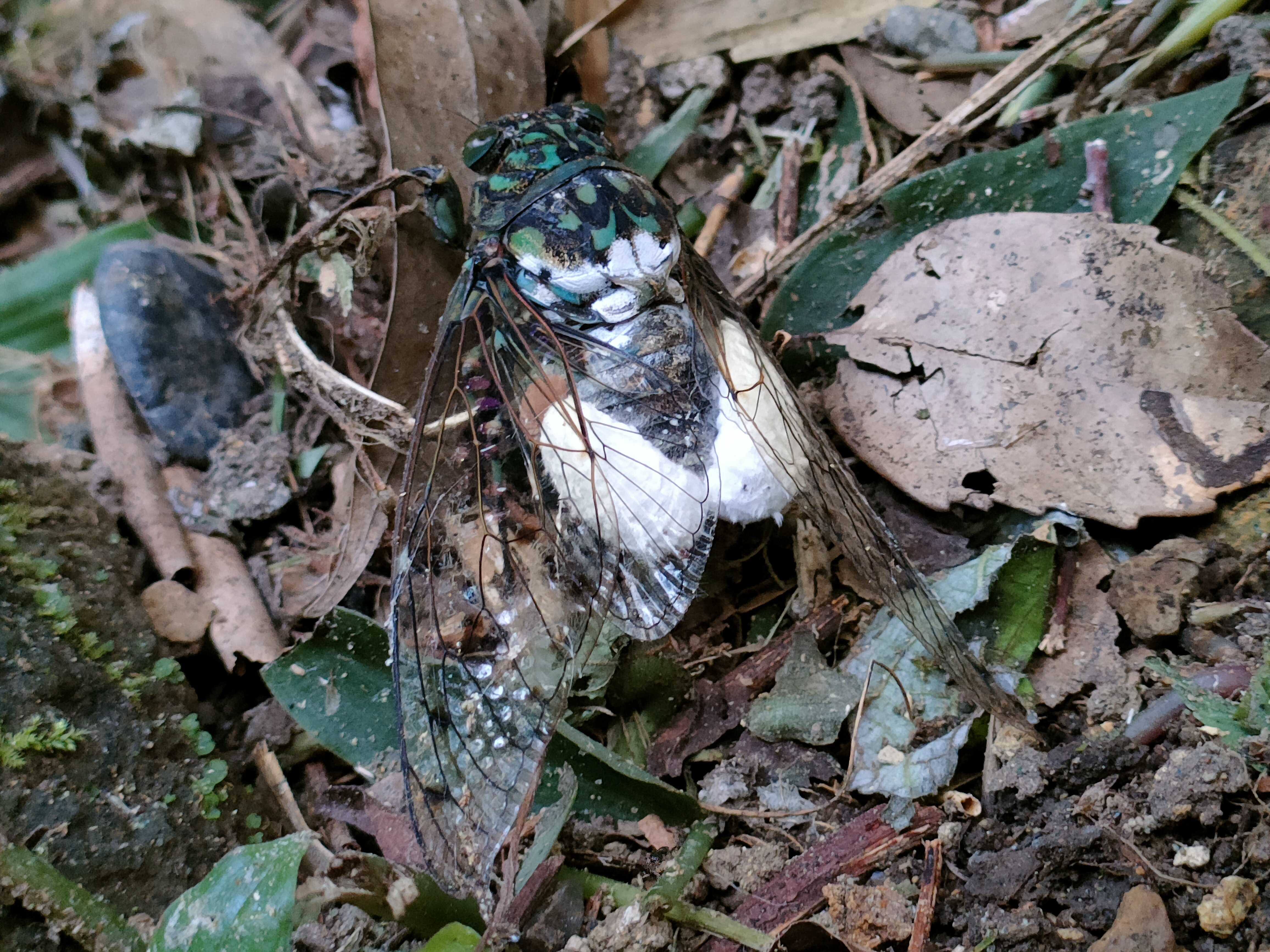
ミンミンゼミに寄生したセミヤドリガの幼虫

寄主（ホスト）はその大部分（一説には99％）がヒグラシに寄生し、他に極くわずかな寄生例が、ミンミンゼミ、アブラゼミ、ツクツクボウシ、ニイニイゼミ、ヒメハルゼミ、Oncotympana fuscata（ミンミンゼミに極く近縁なもので韓国での寄生例）などで知られる。ヒグラシが寄主となる理由については、セミヤドリガの生息環境にヒグラシが多いことや（ヒグラシが多い場所に本種が生息するとは限らないが）、ヒグラシの前胸の構造が1齢幼虫の潜伏に都合が良いことなどが挙げられたことがあるが、必ずしもよく分かってはいない。更にヒグラシでも、特に雌への寄生が多いことが知られているが、その理由も不明である。雌のヒグラシに特有の行動が関係する可能性もあるが、このことから少なくとも啼き声などを頼りに寄生が行われるものではないことがわかる。1匹のセミへの寄生数は1個体から数個体の場合が多いが、時には10個体ほども寄生している場合があり、寄生数が多い場合は色々な成長段階の幼虫たちが混然と寄生している。

### 寄生による害
寄生されたセミが死んだり産卵ができなくなったりすることはないと言われる。しかし盗られた栄養分が損害になるほか、セミにとってはセミヤドリガの幼虫は相対的にかなり大きいため、多くの幼虫の寄生を受けて重くなったセミは飛翔速度などがやや遅くなる。また真っ白な大福餅のような幼虫を背負ったセミはよく目立ち、それによって襲われる機会が増えるならばセミにとっては非常な損害となる。一般には毒や不味を持つ昆虫が目立つ外見で捕食者の忌避行動を誘発することが知られており、もし本種にもそのような要素があれば白い幼虫はわざと目立っていると考えることもできるが、目立つ原因となる純白の綿毛は、少なくともヒトには無味無臭で、口に入れてもすぐに溶けて何の感覚もなくなるようなものである。あるいは目立つことで捕食者を誘い、高所からの脱落の契機を作る作用があるかも知れないが、寄生個体と非寄生個体に対する捕食者の反応や捕食率の違いなどは調べられていない。

## 近縁種

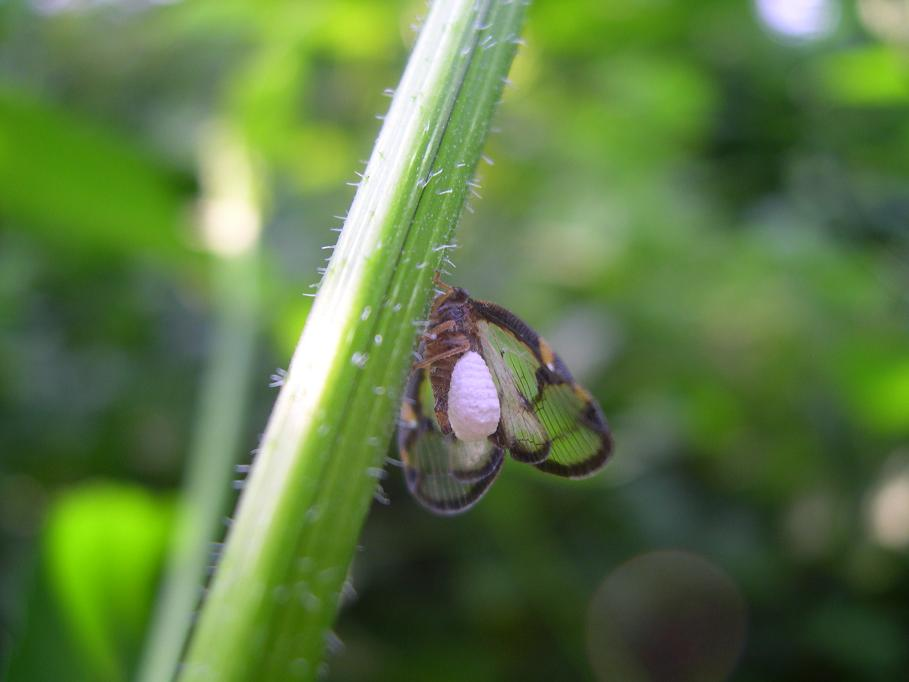
ハゴロモヤドリガ（スケバハゴロモの腹部に寄生）。

セミヤドリガ科は世界の熱帯から温帯までで40種ほどが知られ、そのうち日本にはセミヤドリガのほか、ハゴロモ類に寄生する別属のハゴロモヤドリガ Epiricania hagoromo Kato, 1939が本州（主に石川県、千葉県以西）、四国、九州、八重山諸島などに分布する。
さらに日本からはもう一種、ニイニイゼミに寄生するとされるニイニイヤドリガが記録されているが、これは幻の昆虫とも言うべき存在となっている。いわゆる未記載種で、正式な学名は付けられておらず、標本も残っていない。これはセミやセミヤドリガの研究で知られる加藤正世（かとう まさよ）が1954年、東京の石神井で採集したニイニイゼミの雌に寄生していた幼虫1個体を見つけて報告したもので、大きさは体長2.3mm、幅1.0mmほどで、セミヤドリガの幼虫より小型である。体は光沢のある肉色で、白い蝋物質は分泌していなかったが、それでも終齢に近いものだと思われるものであったとされる。寄生部位はセミヤドリガとは異なり、付け根近くの翅表面に付いており、その辺りにあるニイニイゼミ特有の体毛を食べていたが、寄主のセミが死んでしまい、本種もその3日後に死んでしまったという。この報告以降ニイニイヤドリガは再発見されておらず、正体も不明のままである。